# Alexa Guarachiová

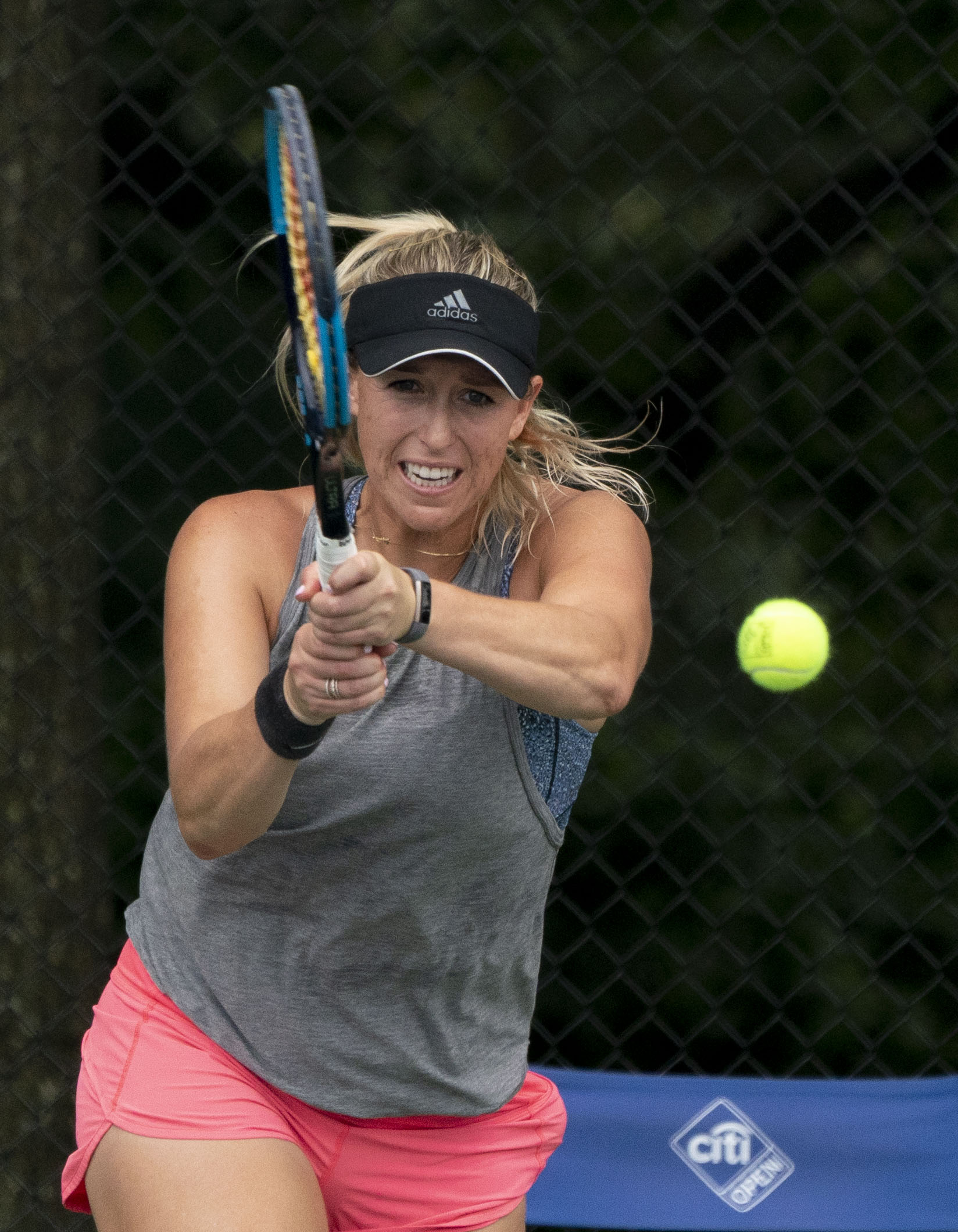
Trénink na Citi Open 2018

Alexa Guarachiová, celým jménem Alexa Guarachiová Brunerová (* 17. listopadu 1990 Fort Walton Beach, Florida), je chilská profesionální tenistka narozená ve Spojených státech, které reprezentovala do května 2015. Drží americké a chilské občanství. Ve své dosavadní kariéře na okruhu WTA Tour vyhrála pět deblových turnajů. V rámci okruhu ITF získala jeden titul ve dvouhře a dvacet ve čtyřhře.
Na žebříčku WTA byla ve dvouhře nejvýše klasifikována v listopadu 2015 na 347. místě a ve čtyřhře pak v září 2021 na 11. místě. Trénují ji Craig Veal a Fernando Guarachi.
V chilském fedcupovém týmu debutovala v roce 2018 základním blokem 1. skupiny Americké zóny proti Paraguayi, v němž prohrála dvouhru s Montserrat Gonzálezovou a po boku Daniely Seguelové i čtyřhru. Chilanky odešly poraženy 1:2 na zápasy. Do roku 2021 v soutěži nastoupila k jedenácti mezistátním utkáním s bilancí 2–2 ve dvouhře a 6–3 ve čtyřhře.
V letech 2010–2013 vystudovala bakalářský obor public relations na Alabamské univerzitě, za niž hrála univerzitní tenis.

## Tenisová kariéra
V rámci událostí okruhu ITF debutovala v lednu 2006, když na turnaj v rodném Fort Walton Beach s dotací 25 tisíc dolarů obdržela divokou kartu. V úvodním kole podlehla Britce Jane O'Donoghueové z třetí světové stovky.
Na okruh WTA Tour vstoupila říjnovým Hong Kong Tennis Open 2017. Do hlavní soutěže prošla po výhře v kvalifikačním kole nad Jil Teichmannovou. Na úvod dvouhry však prohrála s šedesátou čtvrtou hráčkou žebříčku Naomi Ósakaovou. V hongkongské čtyřhře skončila se spoluhráčkou Kaitlyn Christianovou také v první fázi. Premiérovou kvalifikaci WTA odehrála již na Cachantún Cupu 2008 ve Viña del Mar po udělení divoké karty. V prvním kvalifikačním kole ji vyřadila Španělka ze čtvrté světové stovky Arantxa Parraová Santonjaová.
Premiérové finále na okruhu WTA Tour odehrála ve čtyřhře antukového Ladies Championship Gstaad 2018. Po boku Američanky Desirae Krawczykové ve finále zdolaly španělsko-švýcarskou dvojici Lara Arruabarrenová a Timea Bacsinszká. Dalších pět deblových finále však prohrála. Z washingtonského Citi Open 2018 odešla poražena s Novozélanďankou Erin Routliffeovou od čínsko-chorvatské dvojice Chan Sin-jün a Darija Juraková. V boji o titul na Istanbul Cupu 2019 ji s Američankou Sabrinou Santamariovou deklasovaly turnajové jedničky Tímea Babosová s Kristinou Mladenovicovou.
Na kantonském Guangzhou International Women's Open 2019 v závěrečném utkání neuspěla s Mexičankou Giulianou Olmosovou proti čínsko-německému duu Pcheng Šuaj a Laura Siegemundová. Ve finále BGL Luxembourg Open 2019 pak po boku Christianové nenašla recept na americké teenagerky Coco Gauffovou s Caty McNallyovou. Rovněž ze závěrečné klání na St. Petersburg Ladies Trophy 2020 odešla s Christianovou poražena od Japonek Šúko Aojamové a Eny Šibaharaové.
Debut v nejvyšší grandslamové kategorie zaznamenala v ženském deblu Wimbledonu 2018 s Erin Routliffeovou, když zvládly kvalifikaci. V úvodním kole čtyřhry je však vyřadily třetí nasazené Češky a pozdější vítězky Barbora Krejčíková s Kateřinou Siniakovou.

## Finále na Grand Slamu

### Ženská čtyřhra: 1 (0–1)
| Stav       | rok  | turnaj      | povrch | spoluhráčka         | soupeřky ve finále                    | výsledek |
| ---------- | ---- | ----------- | ------ | ------------------- | ------------------------------------- | -------- |
| Finalistka | 2020 | French Open | antuka | Desirae Krawczyková | Tímea Babosová Kristina Mladenovicová | 4–6, 5–7 |

## Finále na okruhu WTA Tour
| Legenda                                          |
| ------------------------------------------------ |
| D – dvouhra; Č – čtyřhra                         |
| Grand Slam (0–1 Č)                               |
| Turnaj mistryň (0)                               |
| Premier Mandatory & Premier 5 / WTA 1000 (1–0 Č) |
| Premier / WTA 500 (1–2 Č)                        |
| International / WTA 250 (3–4 Č)                  |

### Čtyřhra: 12 (5–7)
| Stav       | č. | datum             | turnaj                          | kategorie     | povrch    | spoluhráčka          | soupeřky ve finále                    | výsledek              |
| ---------- | -- | ----------------- | ------------------------------- | ------------- | --------- | -------------------- | ------------------------------------- | --------------------- |
| Vítězka    | 1. | 22. července 2018 | Gstaad, Švýcarsko               | International | antuka    | Desirae Krawczyková  | Lara Arruabarrenová Timea Bacsinszká  | 4–6, 6–4, [10–6]      |
| Finalistka | 1. | 5. srpna 2018     | Washington, D.C., Spojené státy | International | tvrdý     | Erin Routliffeová    | Chan Sin-jün Darija Juraková          | 3–6, 2–6              |
| Finalistka | 2. | 28. dubna 2019    | Istanbul, Turecko               | International | antuka    | Sabrina Santamariová | Tímea Babosová Kristina Mladenovicová | 1–6, 0–6              |
| Finalistka | 3. | 21. září 2019     | Kanton, Čína                    | International | tvrdý     | Giuliana Olmosová    | Pcheng Šuaj Laura Siegemundová        | 2–6, 1–6              |
| Finalistka | 4. | 20. října 2019    | Lucemburk, Lucembursko          | International | tvrdý (h) | Kaitlyn Christianová | Coco Gauffová Caty McNallyová         | 2–6, 2–6              |
| Finalistka | 5. | 16. února 2020    | Petrohrad, Rusko                | Premier       | tvrdý (h) | Kaitlyn Christianová | Šúko Aojamová Ena Šibaharaová         | 6–4, 0–6, [3–10]      |
| Vítězka    | 2. | 13. září 2020     | Istanbul, Turecko               | International | antuka    | Desirae Krawczyková  | Ellen Perezová Storm Sandersová       | 6–1, 6–3              |
| Finalistka | 6. | 11. října 2020    | French Open, Paříž, Francie     | Grand Slam    | antuka    | Desirae Krawczyková  | Tímea Babosová Kristina Mladenovicová | 4–6, 5–7              |
| Vítězka    | 3. | 27. února 2021    | Adelaide, Austrálie             | WTA 500       | tvrdý     | Desirae Krawczyková  | Hayley Carterová Luisa Stefaniová     | 6–7(4–7), 6–4, [10–3] |
| Vítězka    | 4. | 13. března 2021   | Dubaj, SAE                      | WTA 1000      | tvrdý     | Darija Juraková      | Sü I-fan Jang Čao-süan                | 6–0, 6–3              |
| Vítězka    | 5. | 29. května 2021   | Štrasburk, Francue              | WTA 250       | antuka    | Desirae Krawczyková  | Makoto Ninomijová Jang Čao-süan       | 6–2, 6–3              |
| Finalistka | 7. | 6. srpna 2023     | Washington, D.C., Spojené státy | WTA 500       | tvrdý     | Monica Niculescuová  | Laura Siegemundová Věra Zvonarevová   | 4–6, 4–6              |

## Finále série WTA 125
| Legenda                  |
| ------------------------ |
| D – dvouhra; Č – čtyřhra |
| WTA 125 (0–2 Č)          |

### Čtyřhra: 2 (0–2)
| Stav       | č. | datum         | turnaj          | povrch | spoluhráčka       | soupeřky ve finále                   | výsledek              |
| ---------- | -- | ------------- | --------------- | ------ | ----------------- | ------------------------------------ | --------------------- |
| Finalistka | 1. | červenec 2019 | Båstad, Švédsko | antuka | Danka Kovinićová  | Misaki Doiová Natalja Vichljancevová | 5–7, 7–6(7–4), [7–10] |
| Finalistka | 2. | květen 2023   | Reus, Španělsko | antuka | Erin Routliffeová | Storm Hunterová Ellen Perezová       | 1–6, 6–7(8–10)        |

## Tituly na okruhu ITF
| Dotace turnajů okruhu ITF | Dotace turnajů okruhu ITF |
| ------------------------- | ------------------------- |
| 100 000 $ tournaments     | 80 000 $ tournaments      |
| 75 000 $ tournaments      | 60 000 $ tournaments      |
| 50 000 $ tournaments      | 25 000 $ tournaments      |
| 15 000 $ tournaments      | 10 000 $ tournaments      |

### Dvouhra (1 titul)
| č. | datum         | turnaj            | kategorie | povrch | soupeřka ve finále | výsledek           |
| -- | ------------- | ----------------- | --------- | ------ | ------------------ | ------------------ |
| 1. | červenec 2014 | Vancouver, Kanada | W10       | tvrdý  | Juka Higučiová     | 6–3, 1–6, 7–6(8–6) |

### Čtyřhra (20 titulů)
| Č.  | datum         | turnaj                        | kategorie | povrch    | spoluhráčka             | poražené finalistky                            | výsledek              |
| --- | ------------- | ----------------------------- | --------- | --------- | ----------------------- | ---------------------------------------------- | --------------------- |
| 1.  | květen 2014   | Antalya, Turecko              | W10       | tvrdý     | Kate Turvyová           | Barbara Bonićová Ximena Hermosová              | 6–3, 7–6(10–8)        |
| 2.  | říjen 2014    | Oslo, Norsko                  | W10       | tvrdý (h) | Nina Stojanovićová      | Maryna Kolbová Nadija Kolbová                  | 6–4, 7–6(9–7)         |
| 3.  | listopad 2014 | Oslo, Norsko                  | W10       | tvrdý (h) | Darja Lodikovová        | Maryna Kolbová Nadija Kolbová                  | 6–3, 2–6, [10–6]      |
| 4.  | prosinec 2014 | Santiago, Chile               | W25       | tvrdý     | Lauren Albaneseová      | Fernanda Britová Eduarda Piaiová               | 6–4, 6–1              |
| 5.  | leden 2015    | Fort-de-France, Francie       | W10       | tvrdý     | Shérazad Reixová        | Rosie Johansonová Gloria Liangová              | 6–2, 6–1              |
| 6.  | leden 2015    | Saint Martin, Francie         | W10       | tvrdý     | Ajaka Okunová           | Lena Litvaková Sonja Molnarová                 | 7–5, 6–3              |
| 7.  | duben 2015    | Jackson, Spojené státy        | W25       | antuka    | Caitlin Whoriskeyová    | Kateřina Kramperová Jessica Mooreová           | 6–7(4–7), 6–3, [11–9] |
| 8.  | červenec 2015 | El Paso, Spojené státy        | W25       | tvrdý     | Jennifer Bradyová       | Robin Andersonová Maegan Manasseová            | 3–6, 6–3, [10–7]      |
| 9.  | únor 2017     | Manacor, Španělsko            | W15       | antuka    | Lauren Embreeová        | Jaeda Danielová Quinn Gleasonová               | 6–1, 7–5              |
| 10. | březen 2017   | Tampa, Spojené státy          | W15       | antuka    | Hsu Chieh-yu            | Emina Bektasová Sanaz Marandová                | 6–3, 4–6, [10–4]      |
| 11. | květen 2017   | Charleston, Spojené státy     | W60       | antuka    | Emina Bektasová         | Kaitlyn Christianová Sabrina Santamariová      | 5–7, 6–3, [10–5]      |
| 12. | květen 2017   | Naples, Spojené státy         | W25       | antuka    | Emina Bektasová         | Sophie Changová Ulrikke Eikeriová              | 6–3, 6–1              |
| 13. | červenec 2017 | Auburn, Spojené státy         | W25       | tvrdý     | Emina Bektasová         | Ellen Perezová Luisa Stefaniová                | 4–6, 6–4, [10–5]      |
| 14. | listopad 2017 | Toronto, Kanada               | W60       | tvrdý     | Erin Routliffeová       | Ysaline Bonaventureová Victoria Rodríguezová   | 7–6(7–4), 3–6, [10–4] |
| 15. | leden 2018    | Daytona Beach, Spojené státy  | W25       | tvrdý     | Usue Maitane Arconadová | Ulrikke Eikeriová Ilona Kremenová              | 6–3, 6–4              |
| 16. | březen 2018   | Irapuato, Mexiko              | W25       | tvrdý     | Erin Routliffeová       | Desirae Krawczyková Giuliana Olmosová          | 4–6, 6–2, [10–6]      |
| 17. | duben 2018    | Pelham, Spojené státy         | W25       | antuka    | Erin Routliffeová       | Maria Mateasová María José Portillo Ramírezová | 6–1, 6–2              |
| 18. | duben 2018    | Dothan, Spojené státy         | W80       | antuka    | Erin Routliffeová       | Sofia Keninová Jamie Loebová                   | 6–4, 2–6, [11–9]      |
| 19. | květen 2018   | Charleston, Spojené státy (2) | W80       | antuka    | Erin Routliffeová       | Louisa Chiricová Allie Kiicková                | 6–1, 3–6, [10–5]      |
| 20. | květen 2019   | Bonita Springs, Spojené státy | W100      | antuka    | Erin Routliffeová       | Usue Maitane Arconadová Caroline Dolehideová   | 6–3, 7–6(7–5)         |